# قائمة جسور أذربيجان
تسرد قائمة الجسور في أذربيجان هذه الجسور ذات الأهمية التاريخية أو الطبيعية أو المعمارية أو الهندسية.

## الجسور التاريخية
| اسم                       | مكان           | تاريخ    | صورة | ملاحظات                             |
| ------------------------- | -------------- | -------- | ---- | ----------------------------------- |
| Red Bridge ‏               | مقاطعة قازاخ   | القرن 11 |      | Spans the Khrami River ‏ with جورجيا |
| جسور خدا آفرين            | مقاطعة جبرائيل | القرن 11 |      | Spans the نهر آراس with إيران       |
| Second Khodaafarin Bridge | مقاطعة جبرائيل | القرن 13 |      | Spans the نهر آراس with إيران       |

## الجسور الحديثة
| اسم                        | مكان            | تاريخ | صورة | ملاحظات                                                                                          |
| -------------------------- | --------------- | ----- | ---- | ------------------------------------------------------------------------------------------------ |
| Cable-stayed bridge (Baku) | باكو            | 2012  |      | Spans the Böyükşor Highway and Airport Highway (40°25′23″N 49°55′13″E / 40.422966°N 49.920263°E) |
| Umut Bridge                | مقاطعة ساداراك ‏ | 1992  |      | Spans the نهر آراس with تركيا                                                                    |